# Rauret
Rauret település Franciaországban, Haute-Loire megyében. Lakosainak száma 200 fő (2022. január 1.). Rauret Landos, Saint-Étienne-du-Vigan, Saint-Haon, Naussac-Fontanes és Saint Bonnet-Laval községekkel határos.

## Népesség
A település népessége az elmúlt években az alábbi módon változott:
| Lakosok száma | 344  | 259  | 178  | 172  | 171  | 187  | 195  | 194  | 196  | 200  |
|               | 1968 | 1982 | 1990 | 2006 | 2013 | 2015 | 2017 | 2019 | 2020 | 2022 |